# Rheinzollgericht
Das Rheinzollgericht war ein Gericht der ordentlichen Gerichtsbarkeit im Großherzogtum Baden, Königreich Bayern, Großherzogtum Hessen, Herzogtum Nassau, dem Königreich Preußen, Frankreich und dem Königreich der Niederlande.
Mit der Revidierten Rheinschifffahrtsakte vom 17. Oktober 1868 (Mannheimer Akte) traten die Rheinschifffahrtsgerichte an ihre Stelle.

## Zuständigkeit
In der Rheinschifffahrtsakte vom 31. März 1831 (Mainzer Akte) haben sich die Signatarstaaten verpflichtet, Rheinzollgericht einzurichten. Sie waren zuständig für Streitigkeiten auf und am Rhein, von Basel bis zur Mündung einschließlich Waal und Lek. Insbesondere fielen in ihre Zuständigkeit
- strafrechtlich die Untersuchung und Bestrafung aller Verstöße gegen die schifffahrts- und strompolizeilichen Vorschriften;
- zivilrechtlich zur Entscheidung über Klagen
  - wegen der Lotsen-, Kran-, Waage-, Hafen- und Bohlwerksgebühren,
  - wegen der von Privatpersonen vorgenommenen Behinderungen der Leinpfade,
  - wegen der Beschädigungen, die Schiffer und Flößer während ihrer Fahrt oder beim Anlanden verursacht haben,
  - wegen der Beschädigungen am Grundeigentum, die Zugpferde beim Heraufziehen der Schiffe verursacht haben.

Jedes Rheinzollgericht war für einen bestimmten Rheinabschnitt zuständig. Gegen die Entscheidung des Rheinzollgerichtes war Appellation möglich, wenn der Streitwert 50 Franc oder 13 Taler und 10 Groschen überstieg. Hierzu war jeweils in den Signatarstaaten ein Appellationsgericht benannt. Die Rheinzollgerichte waren wegen der vergleichsweise geringen Fallzahlen den ordentlichen Gerichten angegliedert.

## Liste der Gerichte

### Zweite Instanz
| Land                       | Appellationsgericht                                                                                                 | Sitz                | Rechtsgrundlage                                                                     |
| -------------------------- | --- | ------------------- | ----------------------------------------------------------------------------------- |
| Großherzogtum Baden        | Hofgericht Mannheim                                                                                                 | Mannheim            | Verordnung des Justizministeriums vom 15. Juli 1831                                 |
| Königreich Bayern          | Civiltribunal in Landau und Frankenthal                                                                             | Frankenthal (Pfalz) | Rescript des Staatsministeriums für Justiz vom 9. März 1833                         |
| Großherzogtum Hessen       | Kreisgericht Mainz                                                                                                  | Mainz               | Verordnung vom 5. Oktober 1831                                                      |
| Herzogtum Nassau           | Hof- und Appellationsgericht Wiesbaden                                                                              | Wiesbaden           | Keine gesonderte Regelung                                                           |
| Königreich Preußen         | 3. Senat des Appellationsgerichtshofs Köln ("Königlich Preußisches Appellationsgericht in Rheinschiffahrts-Sachen") | Köln                | Königliche Verordnung vom 30. Juni 1834                                             |
| Frankreich                 | Civiltribunal in Straßburg                                                                                          | Straßburg           | Relative à la navigation vom 21. April 1831                                         |
| Königreich der Niederlande | Appellationshof Haag                                                                                                | Haag                | Gesetz wegen der richterlichen Behörden in Rheinschiffahrts-Sachen vom 9. Juli 1831 |

### Erste Instanz
| Land        | Gericht                          | Sitz                    | Teil des                           |
| ----------- | -------------------------------- | ----------------------- | ---------------------------------- |
| Bayern      | 5 Rheinzollgerichte              |                         |                                    |
| Baden       | 5 Rheinzollgerichte              |                         |                                    |
| Hessen      | Rheinzollgericht Mainz           | Mainz                   | Friedensgericht Mainz              |
| Nassau      | Rheinzollgericht Braubach        | Braubach                | Amt Braubach                       |
| Nassau      | Rheinzollgericht Eltville        | Eltville                | Amt Eltville                       |
| Nassau      | Rheinzollgericht St. Goarshausen | Sankt Goarshausen       | Amt St. Goarshausen                |
| Nassau      | Rheinzollgericht Rüdesheim       | Rüdesheim               | Amt Rüdesheim                      |
| Nassau      | Rheinzollgericht Wiesbaden       | Wiesbaden               | Amt Wiesbaden                      |
| Preußen     | Rheinzollgericht St. Goar        | St. Goar                | Friedensgericht St. Goar           |
| Preußen     | Rheinzollgericht Boppard         | Boppard                 | Friedensgericht Boppard            |
| Preußen     | Rheinzollgericht Metternich      | Metternich              | Friedensgericht Metternich         |
| Preußen     | Rheinzollgericht Sinzig          | Sinzig                  | Friedensgericht Sinzig             |
| Preußen     | Rheinzollgericht Bonn            | Bonn                    | Friedensgericht Bonn I             |
| Preußen     | Rheinzollgericht Köln            | Köln                    | Friedensgericht Köln I             |
| Preußen     | Rheinzollgericht Königswinter    | Königswinter            | Friedensgericht Königswinter       |
| Preußen     | Rheinzollgericht Mülheim         | Mülheim                 | Friedensgericht Mülheim            |
| Preußen     | Rheinzollgericht Dormagen        | Dormagen                | Friedensgericht Dormagen           |
| Preußen     | Rheinzollgericht Reuß            | Reuß                    | Friedensgericht Reuß               |
| Preußen     | Rheinzollgericht Uerdingen       | Uerdingen               | Friedensgericht Uerdingen          |
| Preußen     | Rheinzollgericht Andernach       | Andernach               | Friedensgericht Andernach          |
| Preußen     | Rheinzollgericht Rheinberg       | Rheinberg               | Friedensgericht Rheinberg          |
| Preußen     | Rheinzollgericht Xanten          | Xanten                  | Friedensgericht Xanten             |
| Preußen     | Rheinzollgericht Düsseldorf      | Düsseldorf              | Friedensgericht Düsseldorf         |
| Preußen     | Rheinzollgericht Ehrenbreitstein | Koblenz-Ehrenbreitstein | Gerichtskommission Ehrenbreitstein |
| Preußen     | Rheinzollgericht Neuwied         | Neuwied                 | Gerichtskommission Neuwied         |
| Preußen     | Rheinzollgericht Linz            | Linz                    | Gerichtskommission Linz            |
| Preußen     | Rheinzollgericht Duisburg        | Duisburg                | Gerichtskommission Duisburg        |
| Preußen     | Rheinzollgericht Wesel           | Wesel                   | Gerichtskommission Wesel           |
| Preußen     | Rheinzollgericht Emmerich        | Emmerich am Rhein       | Gerichtskommission Emmerich        |
| Frankreich  | 14 Rheinzollgerichte             |                         |                                    |
| Niederlande | 11 Rheinzollgerichte             |                         |                                    |